# Robert Mauger (juriste)
Robert Mauger, vicomte d'Ambrière, né dans le diocèse de Soissons et mort le 26 décembre 1418, est un magistrat français.

## Biographie
Suivant ses études à Paris, Robert Mauger est boursier du Collège de Dormans-Beauvais (1372), maître ès arts (1375), licencié en droit civil et canon, bachelier en décret. Clerc en 1387, il se marie cependant peu après avec Simone d'Arcies, parente de Nicolas d'Arcies et Pierre d'Arcis, et est reçu avocat au parlement de Paris cette même année. Protégé de Louis Ier d'Anjou puis de Jean Canard.
Conseiller en la Grand-chambre du parlement de Paris dès 1389, il est envoyé à Reims au mois de janvier de l'année suivante afin d'y instruire une enquête par ordre des Réformateurs généraux. Reçu président au parlement le 27 avril 1407, il est chargé par le roi de différentes missions judiciaires, notamment la tenue des Grands Jours de Troyes en 1409. Il est également admis dans les conseils de l'État.
À la suite de la nomination d'Henri de Marle à la Chancellerie en 1413, il lui succède en tant que premier président du Parlement de Paris.

## Sources
- F. Autrand, Naissance d’un grand corps de l'État. Les gens du Parlement de Paris 1243-1454, Paris, 1981
- Th. Kouamé, Le collège de Dormans-Beauvais à la fin du Moyen Âge. Stratégies politiques et parcours individuels à l'Université de Paris (1370-1458), Leyde-Boston, 2005, 551-552
- A. Tuetey, Testaments enregistrés au Parlement de Paris, dans Mélanges historiques, III, Paris, 1880, 598-604